# ولفگانگ بورشرت
ولفگانگ بورشرت (به آلمانی: Wolfgang Borchert) (زاده ۱۹۲۱ – درگذشته ۱۹۴۷) شاعر، نمایشنامه‌نویس و نویسنده آلمانی بود.

## زندگی
او در ۲۰ مه ۱۹۲۱ در هامبورگ به دنیا آمد. هنوز در سنین نوجوانی بود (۱۹۴۲) که به سربازی فراخوانده شد. او را به جبههٔ شرق (روسیه) فرستادند. در جبهه مجروح شد و همزمان بیماری به سراغش آمد.
او را به دلیل به سخره‌گرفتن هیتلر و اینکه با سخنان ضد جنگ خود روحیهٔ هم‌قطارانش را تضعیف می‌کرد به آلمان فراخواندند. او در دادگاه نظامی محاکمه و به مرگ محکوم شد و چندین ماه در انتظار اجرای حکم خود به‌سر برد، اما سرانجام به دلیل پیشرفت بیماری و اینکه امیدی به زنده‌ماندنش نبود بخشوده و دوباره به جبهه اعزام شد.
در پایان جنگ، علی‌رغم بیماری شدید، شوق نوشتن او را به مدت دو سال زنده نگاه داشت و او در این مدت به شیوه‌ای واقع‌گرایانه و در عین حال نمادین، سرنوشت سربازان بازگشته از جنگ را در داستان‌های کوتاه و اشعار خود بازگو کرد.
او در سال ۱۹۴۷ در حالی که سخت بیمار بود، ظرف یک هفته نمایشنامهٔ پرشور خود «بیرون، پشت در» را نوشت.

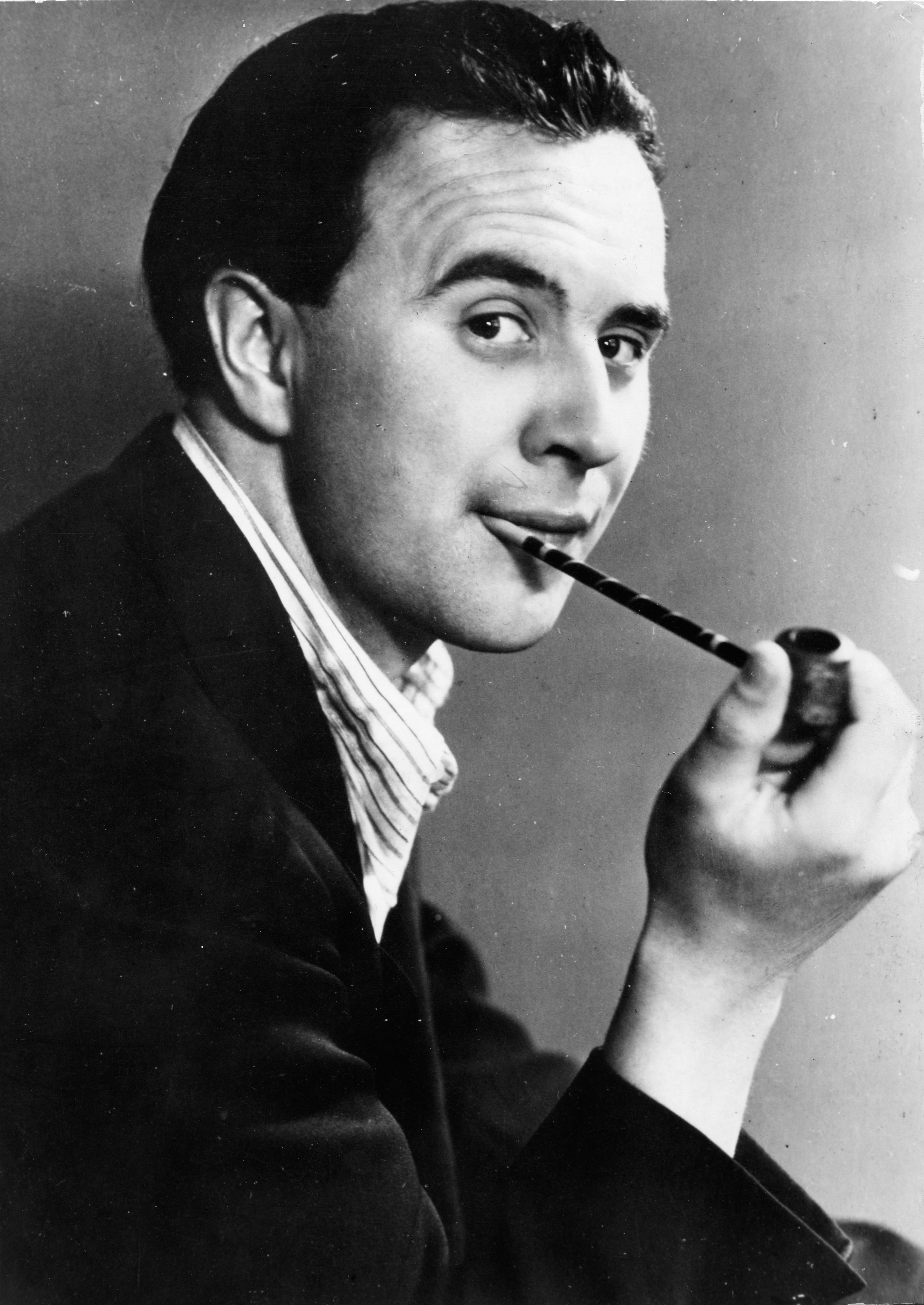
در سال ۱۹۴۰

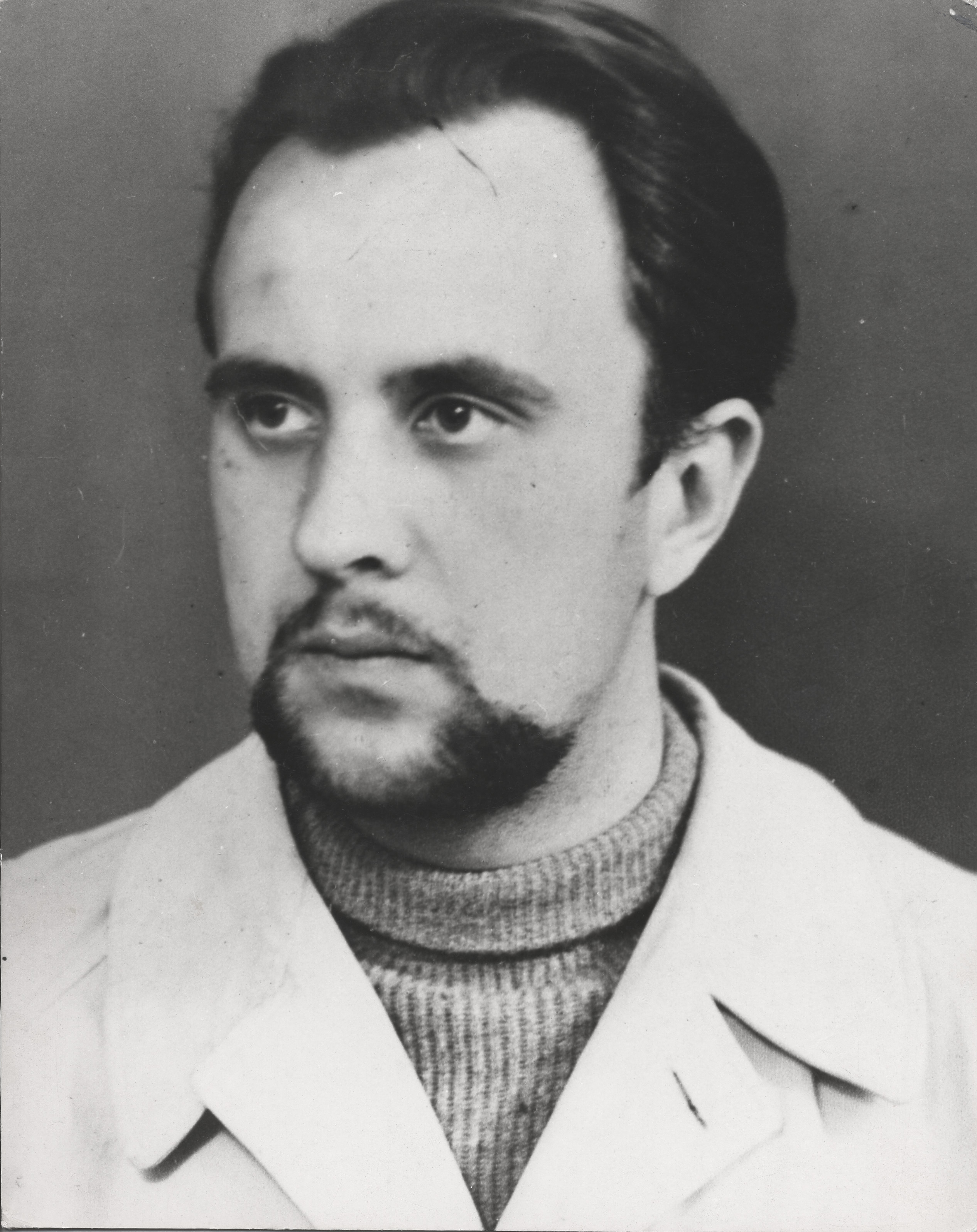
در سال ۱۹۴۵

## مرگ
او سرانجام در ۲۰ نوامبر سال ۱۹۴۷ در آسایشگاهی در شهر بازل چشم از جهان فروبست.

## برگردان آثار به فارسی
- ۱۳۸۶ - مجموعه چند داستان کوتاه، چند شعر و نمایشنامه بیرون پشت در با عنوان گل قاصد؛ ترجمهٔ معصومه ضیایی و لطفعلی سمینو؛ نشر اختران.
- ۱۳۷۷ - «اندوه عیسی» -(مجموعه هفده داستان و یک نمایشنامه) نوشته ولفگانگ بورشرت-ترجمهٔ سیامک گلشیری- انتشارات نگاه (و بعداً در سال۱۳۸۰-انتشارات نقش خورشید)